# Donbas
Donbas (ukrajinsko Донба́с, Donbas, [donˈbɑs]; rusko Донба́сс, Donbass [dɑnˈbɑs]) je zgodovinska, kulturna in gospodarska regija na jugovzhodu Ukrajine. Del Donbasa so od 2014 zaradi vojne v Donbasu nadzirali samooklicani republiki Doneck in Lugansk, od ruske invazije leta 2022 pa ta del odkrito okupira Rusija. Beseda Donbas je prekrivanka, ki je nastala iz Doneškega bazena, krajšava besede »Doneški premogovni bazen« (ukrajinsko Донецький вугільний басейн, latinizirano: Donec'kyj vugil'nyj basejn; rusko Донецкий угольный бассейн, latinizirano: Doneckij ugol'nyj bassejn). Ime premogovnega bazena se nanaša na Doneško višavje, ki je povezano z reko Donec. Obstajajo številne opredelitve obsega regije.
Najpogostejša opredelitev, ki se uporablja danes, se nanaša na ukrajinski Donecko in Lugansko oblast, medtem ko je zgodovinska premogovniška regija izključevala dele teh regij ter vključevala območja v Dnipropetrovski oblasti in južni Rusiji. Istoimensko evroregijo sestavljajo Donecka in Luganska oblast v Ukrajini ter Rostovska oblast v Rusiji. Donbas je predstavljal zgodovinsko mejo med Zaporoško Sečo in Donskimi kozaki. Od konca 19. stoletja, ko je postalo močno industrializirano območje, je bilo pomembno premogovniško območje.
Marca 2014 so po protestnem gibanju Evromajdan in posledično revoluciji dostojanstva velike dele Donbasa zajeli proruski in protivladni nemiri. Ti nemiri so pozneje prerasli v vojno med ukrajinskimi vladnimi silami ter ruskimi in proruskimi separatisti, povezanimi s samooklicanima Donecko in Lugansko ljudsko republiko, ki ju je podpirala Rusija v okviru širše rusko-ukrajinske vojne, ki leta 2022 še vedno poteka. Obe republiki sta bili mednarodno nepriznani, dokler ju leta 2022 ni priznala Rusija. Zaradi spora je Donbas razdeljen na ozemlje pod ukrajinskim nadzorom, ki predstavlja približno dve tretjini regije, in ozemlje pod ruskim nadzorom, ki predstavlja približno eno tretjino regije. Rusija je februarja 2022 začela obsežno invazijo na Ukrajino, vključno z delom Donbasa, ki ga nadzoruje ukrajinska vlada.
Pred vojno je mesto Doneck (takrat peto največje mesto v Ukrajini) veljalo za neuradno prestolnico Donbasa. Velika mesta (nad 100.000 prebivalcev) vključujejo tudi Lugansk, Mariupol, Makijivko, Gorlivko, Kramatorsk, Slovjansk, Alčevsk, Siverskodoneck in Lisičansk. Do ruske invazije 2022 je bilo mesto Kramatorsk začasno upravno središče Donecke oblasti, Luganske oblasti pa Siverskodoneck.

## Zgodovina

### Antična, srednjeveška in carska ruska obdobja
Regijo so stoletja naseljevala različna nomadska plemena, kot so Skiti, Alani, Huni, Prabolgari, Pečenegi, Kipčaki, Turkomongolci, Tatari in Nogajci. Regija, ki je zdaj znana kot Donbas, je bila do druge polovice 17. stoletja, ko so Donski kozaki v regiji ustanovili prva stalna naselja, večinoma nenaseljena.
Prvo mesto v regiji je bilo ustanovljeno leta 1676, imenovalo se je Solanoje (dnaes Soledar) in je bilo zgrajeno zaradi donosnega izkoriščanja novo odkritih zalog kamene soli. Območje, ki se zdaj imenuje Donbas, je bilo znano po »divjih poljih« (ukrajinsko дике поле, dyke pole) in je bilo večinoma pod nadzorom ukrajinskega Kozaškega hetmanata in turškega Krimskega kanata do sredine in konca 18. stoletja, ko je Rusko cesarstvo osvojilo hetmanat in priključilo kanat.
Konec 18. stoletja so se v regijo priselili številni Rusi, Srbi in Grki. Carska Rusija je osvojena ozemlja poimenovala »Nova Rusija« (rusko Новоро́ссия, Novorossiya). Ko se je v Evropi razmahnila industrijska revolucija, so sredi in ob koncu 19. stoletja začeli izkoriščati velike zaloge premoga, ki so bile v regiji odkrite leta 1721.
Takrat se je začelo uporabljati ime Donbas, ki izhaja iz izraza »Doneški premogovni bazen« (ukrajinsko Донецький вугільний басейн; rusko Донецкий каменноугольный бассейн), ki označuje območje ob reki Donec, kjer je bilo največ zalog premoga. Razvoj premogovništva je v regiji povzročil prebivalstveni razcvet, ki so ga večinoma spodbudili ruski naseljenci.
Doneck, danes najpomembnejše mesto v regiji, je leta 1869 ustanovil valižanski poslovnež John Hughes na mestu starega zaporiško-kozaškega mesta Oleksandrivka. Hughes je zgradil jeklarno in v regiji ustanovil več rudnikov. Po njem je mesto dobilo ime »Juzovka« (rusko Юзовка). Z razvojem Juzovke in podobnih mest so prišli iskat delo številni kmetje brez zemlje iz obrobnih gubernij ruskega imperija.
Po ruskem cesarskem popisu iz leta 1897 so Ukrajinci predstavljali 52,4 % prebivalstva regije, etnični Rusi pa 28,7 %. Etnični Grki, Nemci, Judje in Tatari so bili prav tako precej prisotni v Donbasu, zlasti v ujezdu Mariupol, kjer so predstavljali 36,7 % prebivalstva. Kljub temu so Rusi predstavljali večino industrijske delovne sile. Na podeželju so prevladovali Ukrajinci, v mestih pa so pogosto živeli samo Rusi, ki so prišli iskat delo v težki industriji v regiji. Tisti Ukrajinci, ki so se zaradi dela preselili v mesta, so se hitro asimilirali v rusko govoreči delavski razred.

### Ruska državljanska vojna in sovjetsko obdobje (1918–1991)
Aprila 1918 so enote, zveste Ukrajinski ljudski republiki, prevzele nadzor nad velikim delom regije. Nekaj časa so njeni vladni organi delovali v Donbasu skupaj s svojimi enakovredniki iz ruske začasne vlade. Ukrajinska država, naslednica Ukrajinske ljudske republike, je maja 1918 s pomočjo nemških in avstro-ogrskih zaveznikov za kratek čas prevzela nadzor nad regijo.
Med rusko državljansko vojno 1917–22 je bil Nestor Mahno, ki je poveljeval Ukrajinski revolucionarni uporniški vojski, najbolj priljubljen vodja v Donbasu.
Donbas je bil skupaj z drugimi ozemlji, na katerih živijo Ukrajinci, po ruski državljanski vojni vključen v Ukrajinsko sovjetsko socialistično republiko. Kozaki v regiji so bili v letih 1919–1921 podvrženi dekozakalizaciji. Ukrajince v Donbasu sta močno prizadela gladomor v letih 1932–33 in rusifikacijska politika Josifa Stalina. Ker je bila večina etničnih Ukrajincev kmetov, so lakoto najbolj občutili prav oni.
Druga svetovna vojna je Donbas močno prizadela. Pred vojno sta Donbas pestila revščina in pomanjkanje hrane. Zaradi priprav na vojno so podaljšali delovni čas za tovarniške delavce, medtem ko so tiste, ki so odstopali od poostrenih standardov, aretirali. Vodja nacistične Nemčije Adolf Hitler je menil, da so viri Donbasa ključnega pomena za operacijo Barbarossa. Tako je Donbas v letih 1941 in 1942 trpel pod nacistično okupacijo.
Na tisoče industrijskih delavcev je bilo deportiranih v Nemčijo, kjer so jih zaposlili v tovarnah. V takratni Stalinski, zdaj Donecki oblasti je bilo v času okupacije ubitih 279.000 civilistov. V Vorošilovgradski oblasti, zdaj Luganski oblasti, je bilo ubitih 45.649 ljudi. Strateška ofenziva Rdeče armade v Donbasu leta 1943 je prinesla vrnitev Donbasa pod sovjetski nadzor. Vojna je terjala svoj davek, saj je bila regija uničena in izpraznjena.
Med obnovo Donbasa po koncu druge svetovne vojne je v regijo bilo naseljenih veliko število ruskih delavcev, kar je še dodatno spremenilo ravnovesje prebivalstva. Leta 1926 je v Donbasu živelo 639.000 etničnih Rusov, leta 1959 pa 2,55 milijona. Rusifikacijo so dodatno pospešile sovjetske izobraževalne reforme v letih 1958–59, ki so pripeljale do skoraj popolne ukinitve poučevanja v ukrajinskem jeziku v Donbasu. Ob sovjetskem popisu prebivalstva leta 1989 je 45 % prebivalcev Donbasa navedlo rusko narodnost. Leta 1990 je bilo ustanovljeno gibanje Interfronta Donbas, ki se je borilo proti ukrajinski neodvisnosti.

### V neodvisni Ukrajini (1991–2014)
Na referendumu o neodvisnosti Ukrajine leta 1991 je 83,9 % volivcev v Donecki in 83,6 % v Luganski oblasti podprlo neodvisnost od Sovjetske zveze. Volilna udeležba je bila 76,7-odstotna v Donecki in 80,7-odstotna v Luganski oblasti. Oktobra 1991 je v Donecku potekal kongres jugovzhodnih poslancev z vseh ravni oblasti, na katerem so delegati zahtevali federalizacijo.
Gospodarstvo regije se je v naslednjih letih močno poslabšalo. Do leta 1993 se je industrijska proizvodnja sesula, povprečne plače pa so se od leta 1990 zmanjšale za 80 %. Donbas je zapadel v krizo, številni pa so novo osrednjo vlado v Kijevu obtoževali slabega upravljanja in zanemarjanja. Donbaški rudarji so leta 1993 začeli stavkati, kar je povzročilo konflikt, ki ga je zgodovinar Lewis Siegelbaum opisal kot »boj med regijo Donbas in preostalo državo«. Eden od vodij stavke je dejal, da so prebivalci Donbasa glasovali za neodvisnost, ker so želeli, »da se oblast prenese na občine, podjetja in mesta«, in ne zato, ker bi želeli, da se močno centralizirana oblast preseli iz »Moskve v Kijev«.
Stavki je leta 1994 sledil posvetovalni referendum o različnih ustavnih vprašanjih v Donecki in Luganski oblasti, ki je potekal hkrati s prvimi parlamentarnimi volitvami v neodvisni Ukrajini. Ta vprašanja so vključevala vprašanje, ali naj se ruščina razglasi za uradni jezik Ukrajine, ali naj bo ruščina jezik uprave v Donecki in Luganski oblasti, ali naj se Ukrajina federalizira in ali naj bo tesneje povezana s Skupnostjo neodvisnih držav.
Za te predloge je glasovalo skoraj 90 % volivcev. Nobena od njih ni bila sprejeta: Ukrajina je ostala unitarna država, ukrajinščina je ostala edini uradni jezik, Donbas pa ni dobil nobene avtonomije. Kljub temu so stavkajoči v Donbasu od Kijeva dobili številne gospodarske prednosti, ki so omogočile ublažitev gospodarske krize v regiji.
Manjše stavke so se nadaljevale tudi v devetdesetih letih, čeprav so bile zahteve po avtonomiji manjše. Ukinjene so bile nekatere subvencije za donbaško težko industrijo, ukrajinska vlada pa je zaprla številne rudnike zaradi liberalizacijskih reform, ki jih je spodbujala Svetovna banka. Leonid Kučma, ki je na predsedniških volitvah leta 1994 zmagal s podporo Donbasa in drugih območij na vzhodu Ukrajine, je bil leta 1999 ponovno izvoljen za predsednika Ukrajine. Predsednik Kučma je Donbasu nudil gospodarsko pomoč in denar za razvoj uporabil za pridobivanje politične podpore v regiji.
V zgodnjih 2000-ih letih se je oblast v Donbasu skoncentrirala v regionalni politični eliti, znani kot oligarhi. Privatizacija državnih industrij je povzročila razmah korupcije. Regionalni zgodovinar Hiroaki Kuromija je to elito opisal kot »donbaški klan«, skupino ljudi, ki je obvladovala gospodarsko in politično moč v regiji. Med pomembnimi člani klana sta bila tudi Viktor Janukovič in Rinat Ahmetov. Oblikovanje oligarhije v kombinaciji s korupcijo je pripeljalo do tega, da so Donbas dojemali kot »najmanj demokratično in najbolj temačno regijo v Ukrajini«.
Kratek poskus pridobitve avtonomije s strani politikov in uradnikov, ki so bili naklonjeni Viktorju Janukoviču, se je zgodil leta 2004 med oranžno revolucijo. Tako imenovana Jugovzhodna ukrajinska avtonomna republika naj bi bila sestavljena iz devetih jugovzhodnih regij Ukrajine. Projekt je 26. novembra 2004 začel izvajati svet Luganske oblasti, naslednji mesec pa ga je prekinil svet Donecke oblasti. 28. novembra 2004 je v Severodonecku potekal tako imenovani prvi vseukrajinski kongres ljudskih poslancev in poslancev lokalnih svetov, ki so ga organizirali podporniki Viktorja Janukoviča.
Na kongresu je sodelovalo 3.576 delegatov iz 16 ukrajinskih oblasti, Krima in Sevastopola, ki naj bi zastopali več kot 35 milijonov državljanov. V predsedstvu sta bila prisotna moskovski župan Jurij Lužkov in svetovalec z ruskega veleposlaništva. Pozivali so k imenovanju Viktorja Janukoviča za predsednika Ukrajine ali predsednika vlade, razglasitvi vojnega stanja v Ukrajini, razpustitvi Vrhovne rade, ustanovitvi sil samoobrambe in ustanovitvi federativne jugovzhodne države s prestolnico v Harkovu.
Župan Donecka Oleksander Lukjančenko je izjavil, da si nihče ni želel avtonomije, temveč so želeli ustaviti demonstracije oranžne revolucije, ki so takrat potekale v Kijevu, in se pogajati o kompromisu. Po zmagi oranžne revolucije so bili nekateri organizatorji kongresa obtoženi »posega v ozemeljsko celovitost in nedotakljivost Ukrajine«, vendar niso bili obsojeni.
V drugih delih Ukrajine so Donbas v letu 2000 pogosto dojemali kot območje z »banditsko kulturo«, kot »sovjetsko greznico« in kot »zaostalo«. Komentator Viktor Tkačenko je leta 2005 v časopisu Narodne slovo zapisal, da so v Donbasu »pete kolone« in da govoriti ukrajinsko v regiji »ni varno za zdravje in življenje«. Prav tako je bil prikazan kot dom proruskega separatizma. V Donbasu je v primerjavi z ostalimi deli Ukrajine precej več mest in vasi, ki so poimenovane po komunističnih osebnostih. Kljub takšnemu zunanjemu vtisu so ankete, opravljene v tem desetletju in v devetdesetih letih dvajsetega stoletja, pokazale močno podporo za ohranitev Ukrajine in neznatno podporo separatizmu.

### Izbruh vojne v Donbasu (2014–2022)
Od začetka marca 2014 so v Donbasu potekale demonstracije proruskih in protivladnih skupin kot del posledic revolucije dostojanstva in gibanja Evromajdan. Te demonstracije, ki so sledile priključitvi Krima Ruski federaciji in so bile del širše skupine sočasnih proruskih protestov na jugu in vzhodu Ukrajine, so aprila 2014 prerasle v vojno med Rusijo podprtimi separatističnimi silami samooklicanih Donecke in Luganske ljudske republike (DLR in LPR) ter Ukrajino. Med tem konfliktom sta samooklicani republiki 11. maja 2014 izvedli referenduma o statusu Donecke in Luganske oblasti. Na referendumih, ki jih je Ukrajina označila za nezakonite, mednarodna skupnost pa za nedemokratične, je po trditvah separatistov približno 90 % vprašanih glasovalo za neodvisnost DLR in DLR.
Začetni protesti v Donbasu so bili večinoma domači izrazi nezadovoljstva z novo ukrajinsko vlado, rusko sodelovanje pa je bilo v tej fazi omejeno na njeno izražanje podpore demonstracijam. Pojav separatistov v Donecku in Lugansku se je začel kot majhna obrobna skupina protestnikov, neodvisna od ruskega nadzora. Ti nemiri pa so se razvili v oborožen spopad le zaradi ruske vojaške podpore za obrobno skupino, ki je bila del rusko-ukrajinske vojne. Konflikt je bil tako, po besedah zgodovinarja Hiroakija Kuromije, »skrivnostno zasnovan in spretno zakamufliran s strani tujcev«. Pred izbruhom vojne je bila podpora separatizmu v Donbasu omejena in malo dokazov govori o podpori oboroženi vstaji. Rusija je medtem širila lažne novice, da Ukrajina »preganja rusko govoreče v Donbasu« oz. da nad njimi celo izvaja genocid.
Boji so se nadaljevali do poletja 2014 in do avgusta 2014 je ukrajinska protiofenziva uspela močno zmanjšati ozemlje pod nadzorom proruskih sil in se približala ponovnemu prevzemu nadzora nad rusko-ukrajinsko mejo. Kot odgovor na poslabšanje razmer v Donbasu je Rusija opustila tako imenovani pristop »hibridne vojne« in začela konvencionalno invazijo na regijo. Zaradi ruske invazije so uporniki DLR in LLR ponovno pridobili velik del ozemlja, ki so ga izgubili med predhodno vojaško ofenzivo ukrajinske vlade. Le ta ruska intervencija je preprečila takojšnjo ukrajinsko rešitev konflikta. To je ukrajinsko stran prisililo, da si je prizadevala za podpis mirovnega sporazuma. Imenoval se je sporazum iz Minska in je bil podpisan 5. septembra 2014. Ker se kljub podpisu sporazuma spopadi niso ustavili, je bil 12. februarja 2015 podpisan še en sporazum, imenovan Minsk II. Ta sporazum je pozival k morebitni ponovni integraciji republik Donbasa v Ukrajino s stopnjo avtonomije. Cilj ruskega posredovanja v Donbasu je bil vzpostaviti marionetne proruske vlade, ki bi po ponovni vključitvi v Ukrajino olajšale rusko delovanje v ukrajinski politiki. Sporazumi iz Minska so bili tako zelo naklonjeni ruski strani (ki se je v njih uspela pozicionirati kot mediatorka), saj bi z njihovim izvajanjem te cilje dosegli. Konflikt je privedel do velikega izseljevanja iz Donbasa: polovica prebivalstva regije je bila prisiljena zapustiti svoje domove. Poročilo ZN OHCHR, objavljeno 3. marca 2016, navaja, da je ukrajinska vlada od izbruha konflikta leta 2014 registrirala 1,6 milijona notranje razseljenih oseb, ki so pobegnile iz Donbasa v druge dele Ukrajine. Več kot milijon naj bi pobegnilo drugam, večinoma v Rusijo. V času poročila naj bi 2,7 milijona ljudi še naprej živelo na območjih pod nadzorom DLR in LLR, kar je predstavljalo približno eno tretjino prebivalstva Donbasa.
Kljub sporazumom iz Minska so se spopadi nizke intenzivnosti vzdolž frontne črte nadaljevali do leta 2022. Od začetka konflikta je bilo 29 premirij, od katerih naj bi vsako ostalo v veljavi za nedoločen čas, vendar nobeno od njih ustavil nasilja. Zaradi tega so vojno imenovali »zamrznjen konflikt«. Ukrajinska vlada je 11. januarja 2017 odobrila načrt za reintegracijo okupiranega dela Donbasa in njegovega prebivalstva v Ukrajino. Načrt bi dal političnim subjektom, ki jih podpira Rusija, delni nadzor nad volivci, Zerkalo Nedeli pa ga je opisal kot »vsaditev rakave celice v telo Ukrajine«. Ta načrt je bil predmet protestov in ni bil nikoli izveden.
Raziskava sociološke skupine »Rating« iz leta 2018 o prebivalcih delov Donbasa, ki jih nadzoruje Ukrajina, je pokazala, da 82 % anketirancev meni, da v Ukrajini ni diskriminacije rusko govorečih ljudi. Le 11 % je videlo nekaj dokazov o diskriminaciji. Ista raziskava je tudi pokazala, da 71 % vprašanih ne podpira ruskega vojaškega posredovanja za »zaščito« rusko govorečega prebivalstva, le 9 % jih je podprlo to akcijo. Druga raziskava Ratinga, ki je bila izvedena leta 2019, je pokazala, da le 23 % anketiranih Ukrajincev podpira podelitev avtonomnega statusa Donbasa, medtem ko jih 34 % podpira premirje in »zamrznitev« konflikta, 23 % podpira vojaške akcije za obnovitev okupiranih ozemelj Donbasa, in 6 % jih je podprlo ločitev teh ozemelj od Ukrajine.

### Odkrita ruska invazija na Ukrajino (2022–danes)
Rusija je 21. februarja 2022 uradno priznala neodvisnost Donecke in Luganske ljudske republike, s čimer je dejansko uničila sporazume iz Minska. Rusija je nato 24. februarja 2022 začela novo, obsežno invazijo na Ukrajino, za katero je ruski predsednik Vladimir Putin dejal, da naj bi »zaščitila« prebivalce Donbasa pred »zlorabo« in »genocidom« ukrajinske vlade. Ni dokazov, ki bi podprli Putinove trditve. DLR in LLR sta se pridružili ruski operaciji; separatisti so izjavili, da se je začela operacija za zavzetje celotne Donecke in Luganske oblasti, kar se do 2025 še vedno ni zgodilo.

## Demografija in politika
Po popisu iz leta 2001 etnični Ukrajinci predstavljajo 58 % prebivalstva Luganske in 56,9 % Donecke oblasti. Etnični Rusi predstavljajo največjo manjšino, ki predstavlja 39 % oziroma 38,2 % obeh regij. Sodobni Donbas je pretežno rusofonska regija. Po popisu iz leta 2001 je ruski jezik glavni jezik 74,9 % prebivalcev v Donecki in 68,8 % v Luganski oblasti.
Prebivalci ruskega porekla so večinoma koncentrirani v večjih urbanih središčih. Ruščina je postala glavni jezik in lingua franca med industrializacijo, ki jo je spodbudilo priseljevanje številnih Rusov, zlasti iz Kurske oblasti, v novoustanovljena mesta v Donbasu. Predmet nenehnih raziskovalnih polemik, ki jih v teh dveh oblastih pogosto zanikajo, je obseg prisilnega izseljevanja in smrti v sovjetskem obdobju, ki je zlasti prizadel podeželske Ukrajince med gladomorjem, ki je bil načrtno izvedena lakota nad Ukrajinci s strani sovjetskih oblasti, ki so želele zatreti ukrajinska narodnoosvobodilna gibanja.
Skoraj vsi ukrajinski Judje, razen če so pobegnili (precejšnje število Donbaških Judov je pobegnilo leta 1941), so bili umorjeni v holokavstu v Ukrajini med nemško okupacijo v drugi svetovni vojni. V Donbasu je po uradnih popisih iz let 1926 in 2001 približno 6 % muslimanov.
Pred Revolucijo dostojanstva je v politiki regije prevladovala proruska Stranka regij, ki je na ukrajinskih parlamentarnih volitvah leta 2008 dobila približno 50 % glasov Donbasa. Vidni člani te stranke, kot je nekdanji ukrajinski predsednik Viktor Janukovič, so bili iz Donbasa. Po letu 2014 so prebivalci Donbasa večinsko podprli Petra Porošenka in kasneje Volodimirja Zelenskega.
Po besedah jezikoslovca Georgea Shevelova je bil v zgodnjih dvajsetih letih dvajsetega stoletja delež srednjih šol, ki so poučevale v ukrajinskem jeziku, nižji od deleža etničnih Ukrajincev v Donbasu – čeprav je Sovjetska zveza takrat nekaj časa izvajala politiko korenizacije, ki je narekovala, naj bodo vse šole v ukrajinski SSR ukrajinščini.
Raziskave regionalnih identitet v Ukrajini so leta 2011 pokazale, da približno 40 % prebivalcev Donbasa trdi, da imajo »sovjetsko identiteto«. Roman Horbyk z univerze Södertörn je zapisal, da ko so v 20. stoletju »kmetje iz vseh okoliških regij poplavljali njene takrat zaposlene rudnike in obrate na meji etnično ukrajinskih in ruskih ozemelj«, »nepopolne in arhaične institucije« preprečile prebivalcem Donbasa »pridobitev izrazito močne moderne urbane – in tudi nacionalne – nove identitete«.

### Religija
Religija v Donbasu (2016)

Glede na raziskavo o veri v Ukrajini iz leta 2016, ki jo je izvedel Center Razumkov, 65,0 % prebivalstva Donbasa verjame v krščanstvo (vključno s 50,6 % pravoslavcev, 11,9 % vernikov, ki so izjavili, da so »preprosto kristjani«, in 2,5 % vernikov, ki pripadajo protestantskim cerkvam). V islam veruje 6 %, v hinduizem pa 0,6 %. Obe veri vsebujeta višji delež prebivalstva v primerjavi z drugimi regijami Ukrajine. 28,3 % ljudi je izjavilo, da so bodisi neverniki bodisi se ne identificirajo v eni od naštetih ver.

## Geologija
Doneški premogovni bazen je nastal na južnem robu vzhodnoevropskega kratona. Dolgo in ozko korito je nastalo v srednjem devonu kot posledica regionalnih prelomov med Voroneškim in ukrajinskim ščitom.
Sedimentna sekvenca, ki jo sestavljajo usedline devona, karbona, perma, triasa, jure, krede, terciarja in kvartara, začenši od srednjega devona, je bila odložena na predkambrijsko podlago, sestavljeno iz kompleksa magmatskih in metamorfoziranih kamnin. Ogljikove usedline, ki prekrivajo tiste v zgornjem devonu, so predstavljene s celotnim odsekom karbonskega sistema in imajo vse tri oddelke neprekinjenega odseka sedimentov. Spodnji del odseka predstavlja plast trdnih apnencev debeline 300–600 metrov.

## Gospodarstvo
V gospodarstvu Donbasa prevladuje težka industrija, kot sta premogovništvo in metalurgija. Regija je dobila ime po okrajšavi izraza »Doneški premogovni bazen« (ukrajinsko Донецький вугільний басейн, rusko Донецкий угольный бассейн), in čeprav se je letni pridobivanje premoga od sedemdesetih let dvajsetega stoletja zmanjšalo, Donbas ostaja pomemben proizvajalec. Donbas predstavlja eno največjih zalog premoga v Ukrajini z ocenjenimi rezervami 60 milijard ton premoga.
Kopanje premoga v Donbasu poteka na zelo globokih globinah. Kopanje lignita poteka na približno 600 m pod površjem, medtem ko rudarjenje za dragocenejši antracit in bitumenski premog poteka na globinah okoli 1.800 m. Pred začetkom vojne v regiji aprila 2014 sta Donecka in Luganska oblast skupaj proizvedli približno 30 odstotkov ukrajinskega izvoza.
Druge industrije v regiji Doneck, ki se lahko prekrivajo z Donbasom, vključujejo proizvodnjo opreme za plavže in jeklarsko proizvodnjo, železniških tovornih vagonov, strojev za rezanje kovin, tunelskih strojev, strojev za žetje in sistemov za oranje, železniških tirov, rudarskih avtomobilov, električnih lokomotiv, vojaških vozil, traktorjev in bagrov. Regija proizvaja tudi potrošniške izdelke, kot so gospodinjski pralni stroji, hladilniki, zamrzovalniki, TV sprejemniki, usnjena obutev in toaletno milo. Več kot polovico proizvodnje se izvozi od tega približno 22 % v Rusijo.
Sredi marca 2017 je ukrajinski predsednik Petro Porošenko podpisal odlok o začasni prepovedi gibanja blaga na in z ozemlja, ki ga nadzorujeta samooklicana Donecka in Luganska ljudska republika.
V Donbasu so prisotne zaloge plina iz skrilavca, ki so del večjega Dneper-Doneškega bazena, predvsem plinsko polje Juzivska. V prizadevanju za zmanjšanje odvisnosti Ukrajine od ruskega uvoza plina je ukrajinska vlada leta 2012 sklenila dogovor s podjetjem Royal Dutch Shell za razvoj Juzivskega polja. Shell je bil po izbruhu vojne v regiji leta 2014 prisiljen zamrzniti poslovanje, junija 2015 pa je uradno izstopil iz projekta.

### Varnost pri delu v premogovništvu
Premogovniki v Donbasu so eni najbolj nevarnih na svetu zaradi globin rudnikov, pa tudi pogostih eksplozij metana, eksplozij premogovega prahu, nevarnosti počenja kamnin in zastarele infrastrukture. Še bolj nevarni nezakoniti rudniki premoga so postali zelo pogosti v regiji v poznih 2000-ih.

### Okoljevarstveni problemi
Intenzivno pridobivanje in taljenje premoga v Donbasu sta povzročila hudo škodo lokalnemu okolju. Najpogostejše težave v regiji vključujejo:
- motnje v oskrbi z vodo in poplave zaradi rudniške vode
- vidno onesnaževanje zraka okoli koksa in jeklarn
- onesnaženost zraka/vode in nevarnost zemeljskega plazu zaradi odlagališč premogovnih odpadkov

Poleg tega več odlagališč kemičnih odpadkov v Donbasu ni vzdrževanih in predstavljajo stalno nevarnost za okolje. Ena nenavadna grožnja je posledica projekta iz sovjetske dobe iz leta 1979 za testiranje eksperimentalnega jedrskega rudarjenja v Jenakijevu. Na primer, 16. septembra 1979 je bila v rudniku Junkom, danes znanem kot rudnik Young Communard v Jenakijevu, na 900 m globine izvedena jedrska poskusna eksplozija z močjo 300 kt, da bi se sprosti metan ali razplinjeni premogovni sloji v ovalno kupolo iz peščenjaka, znano kot Klivaz [Riftno] mesto, da metan ne bi predstavljal nevarnosti za življenje. Pred Glasnostjo nobdeden od rudarjev ni bil obveščen o prisotnosti radioaktivnosti v rudniku.